# Plateumaris frosti
Plateumaris frosti är en skalbaggsart som först beskrevs av Schaeffer 1935.  Plateumaris frosti ingår i släktet Plateumaris och familjen bladbaggar. Inga underarter finns listade i Catalogue of Life.